# برنامه محافظت از فیش حقوقی
برنامه محافظت از فیش حقوقی (PPP) یک برنامه وام تجاری ۹۵۳ میلیارد دلاری است که توسط دولت فدرال ایالات متحده در سال ۲۰۲۰ از طریق قانون کمک، 
امداد و امنیت اقتصادی کرونا (قانون CARES) برای کمک به مشاغل خاص، کارگران خوداشتغال، تنها تأسیس شده‌است. مالکان، سازمانهای غیرانتفاعی خاص و مشاغل قبیله ای همچنان به کارگران خود حقوق می‌دهند.
برنامه محافظت از فیش حقوقی به اشخاص حقوقی این امکان را می‌دهد تا برای پرداخت حقوق و دستمزد و برخی دیگر از هزینه‌ها، برای وام‌های خصوصی با بهره کم اقدام کنند. مبلغ وام PPP تقریباً معادل ۲٫۵ برابر متوسط حقوق ماهانه متقاضی است. در برخی موارد، یک متقاضی ممکن است قرعه دوم برابر با اولین قرعه کشی دریافت کند. عواید وام ممکن است برای تأمین هزینه‌های حقوق و دستمزد، اجاره، سود و آب و برق استفاده شود. اگر تجارت تعداد کارمندان خود را ثابت نگه دارد و دستمزد کارمندان را وام دهد ممکن است به‌طور جزئی یا کامل بخشوده شود. این برنامه توسط اداره تجارت کوچک ایالات متحده اجرا می‌شود. مهلت درخواست وام PPP در ابتدا ۳۰ ژوئن ۲۰۲۰ بود و بعداً تا ۸ اوت تمدید شد. برنامه محافظت از Paycheck در ۱۱ ژانویه ۲۰۲۱ بازگشایی شد.

### فرم‌ها و دستورالعمل‌ها
- Form 2843 Standard Borrower Application Form
- Form 2843-SD Standard Borrower Application Form, Second Draw
- Form 147 Standard Loan Note,
- Form 3808 Paycheck Protection Program Loan Forgiveness Application
- Borrowers' Instructions for Form 3808 Paycheck Protection Program Loan Forgiveness Application
- Form 3808EZ Paycheck Protection Program PPP Loan Forgiveness Application Form
- Borrowers' Instructions for Form 3808EZ Paycheck Protection Program Loan Forgiveness Application
- Form 3808S Paycheck Protection Program PPP Loan Forgiveness Application
- Borrowers' Instructions for Form 3808S Paycheck Protection Program Loan Forgiveness Application
- Form 3509 Loan Necessity Questionnaire (For-Profit Borrowers)
- Form 3510 Loan Necessity Questionnaire (Non-Profit Borrowers)

### قوانین نهایی موقت
- Interim Final Rule RIN 3245-AH34
- Interim Final Rule RIN 3245–AH35
- Interim Final Rule RIN 3245–AH37
- Interim Final Rule RIN 3245-AH46
- Interim Final Rule RIN 3245-AH47
- Interim Final Rule RIN 3245-AH49
- Interim Final Rule RIN 3245-AH52
- Interim Final Rule RIN 3245-AH55
- Interim Final Rule RIN 3245-AH56
- Interim Final Rule RIN 3245-AH59

### اخطار رویه
- Procedural Notice 5000-20078

### سوالات متداول رسمی
- FAQ for Lenders and Borrowers
- FAQ Regarding Participation of Faith-Based Organizations in PPP and EIDL
- Paycheck Protection Program Loans: Frequently Asked Questions (FAQs)
- Paycheck Protection Program: Frequently Asked Questions (FAQs) on PPP Loan Forgiveness
- IRS Notice 2021-20 Describing Interaction Between Paycheck Protection Program and Employee Retention Credit